# Andrew Boyens
Andrew Boyens (Dunedin, 18 settembre 1983) è un ex calciatore neozelandese, di ruolo difensore.